# Liam Hemsworth
Liam Hemsworth (Melbourne, 13 gennaio 1990) è un attore australiano, noto per aver interpretato il personaggio di Gale Hawthorne in tutti e quattro i film della saga di Hunger Games dal 2012 al 2015.

## Biografia
Nato a Melbourne e cresciuto tra Bulman (piccolo centro abitato a 400 km a sud-est di Darwin) e Phillip Island, è il più giovane dei tre figli di Craig e Leonie Hemsworth. I due fratelli, Luke e Chris, sono entrambi attori. Già da giovanissimo decide di emulare le gesta dei fratelli, divenendo anch'egli un attore. Debutta in un episodio di Home and Away, seguito da un episodio de Le sorelle McLeod. Nel luglio del 2007 entra nel cast della soap opera Neighbours, dove per due anni ricopre il ruolo di Josh Taylor. Nel 2008 recita nella serie televisiva per ragazzi Elephant Princess, interpretando il musicista Marcus.

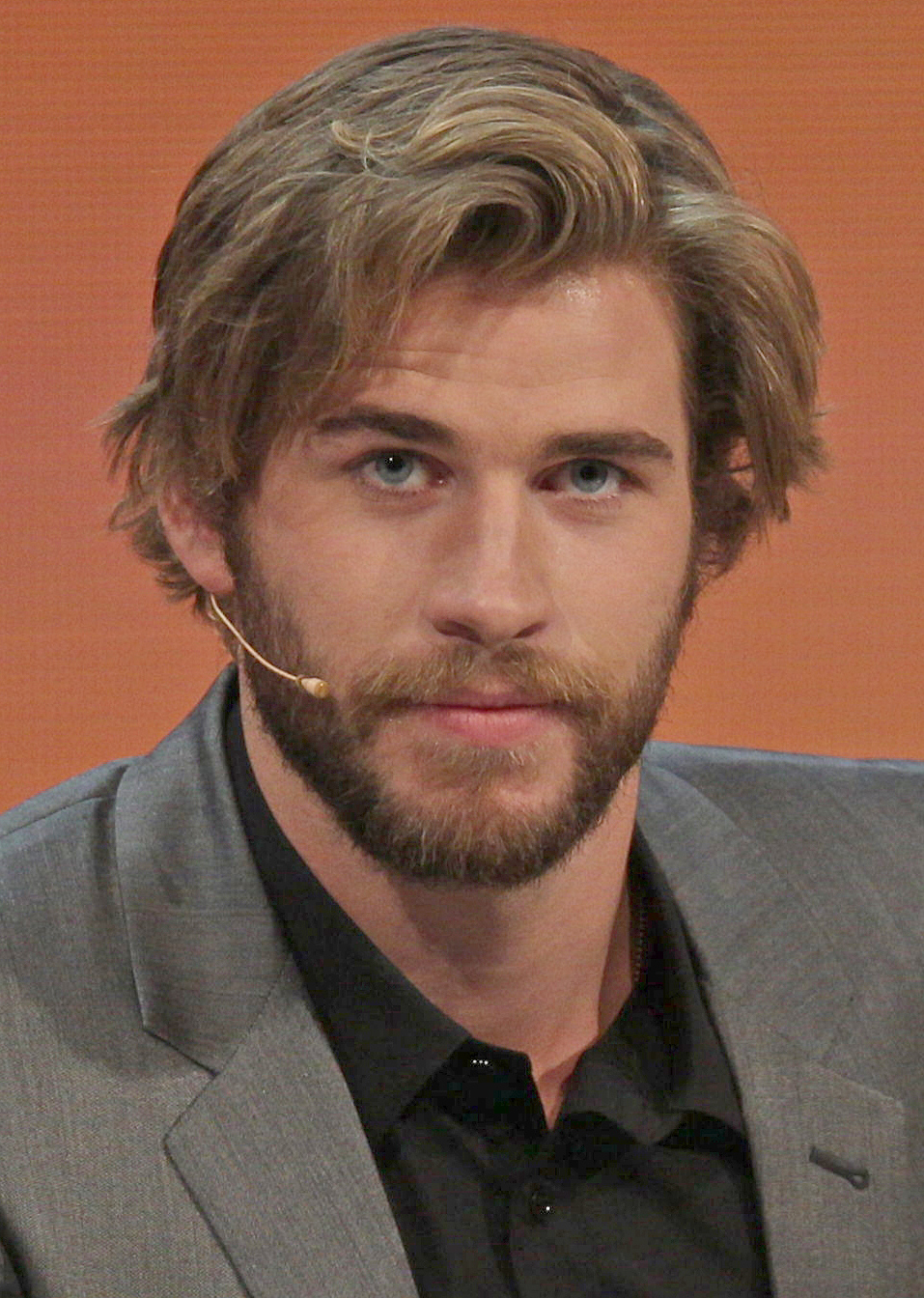
Liam Hemsworth nel 2014

Dopo le varie esperienze televisive inizia ad affacciarsi al mondo del cinema. Nel 2009 ottiene il piccolo ruolo di uno studente nel film Segnali dal futuro e recita nel film horror di Christopher Smith Triangle. Nel 2009 gli viene offerta una parte nel film di Sylvester Stallone I mercenari - The Expendables, ma in fase di scrittura della sceneggiatura il suo personaggio viene eliminato. Verrà poi ripreso nel film del 2012 I mercenari 2.
Nel 2010 ottiene la parte di Will Blakelee nel film drammatico The Last Song, basato sul romanzo di Nicholas Sparks L'ultima canzone. Hemsworth interpreta l'interesse amoroso di Ronnie Miller, interpretata dalla cantante Miley Cyrus. Hemsworth prende inoltre parte al video musicale di When I Look at You di Miley Cyrus, tema principale del film.
Il 4 aprile 2011 Lionsgate annunciò che Hemsworth avrebbe interpretato uno dei ruoli principali, Gale Hawthorne, nel kolossal Hunger Games, uscito nelle sale statunitensi nel marzo 2012 e in quelle italiani nel maggio seguente. Nel 2013 Hemsworth partecipa al fim Empire State, con Emma Roberts, e ha il ruolo principale nel thriller Il potere dei soldi, accanto a Harrison Ford, Gary Oldman e Amber Heard.
Riprende il ruolo di Gale nel sequel di Hunger Games intitolato Hunger Games - La ragazza di fuoco, uscito nel novembre 2013. L'anno successivo partecipa al sequel Hunger Games - Il canto della rivolta - Parte 1 e nel 2015 all'ultimo capitolo Hunger Games - Il canto della rivolta - Parte 2. Recente l'interpretazione quale co-protagonista, con l'attrice premio Oscar Kate Winslet, nel film The Dressmaker - Il diavolo è tornato nel 2015.
Nel 2016 è tra i protagonisti di Independence Day - Rigenerazione, sequel del film Independence Day, diretto da Roland Emmerich. Nel 2019 ha recitato il personaggio di Blake (un protagonista) nel film Non È Romantico?, mentre nel 2020 ha recitato nel film Arkansas , interpretando il ruolo di Kyle , in questo film recita insieme a Clark Duke, che ne è anche il regista, John Malkovich e Vince Vaughn

## Vita privata
Sul set del film The Last Song conosce l'attrice e cantautrice Miley Cyrus, a cui rimane legato sentimentalmente dal 2009 al 2013 e nuovamente da fine 2015. Si sono sposati il 23 dicembre 2018 per poi separarsi nell'agosto 2019.
È molto amico dei colleghi Josh Hutcherson e Jennifer Lawrence, conosciuti sul set di Hunger Games. È vegano.

## Filmografia

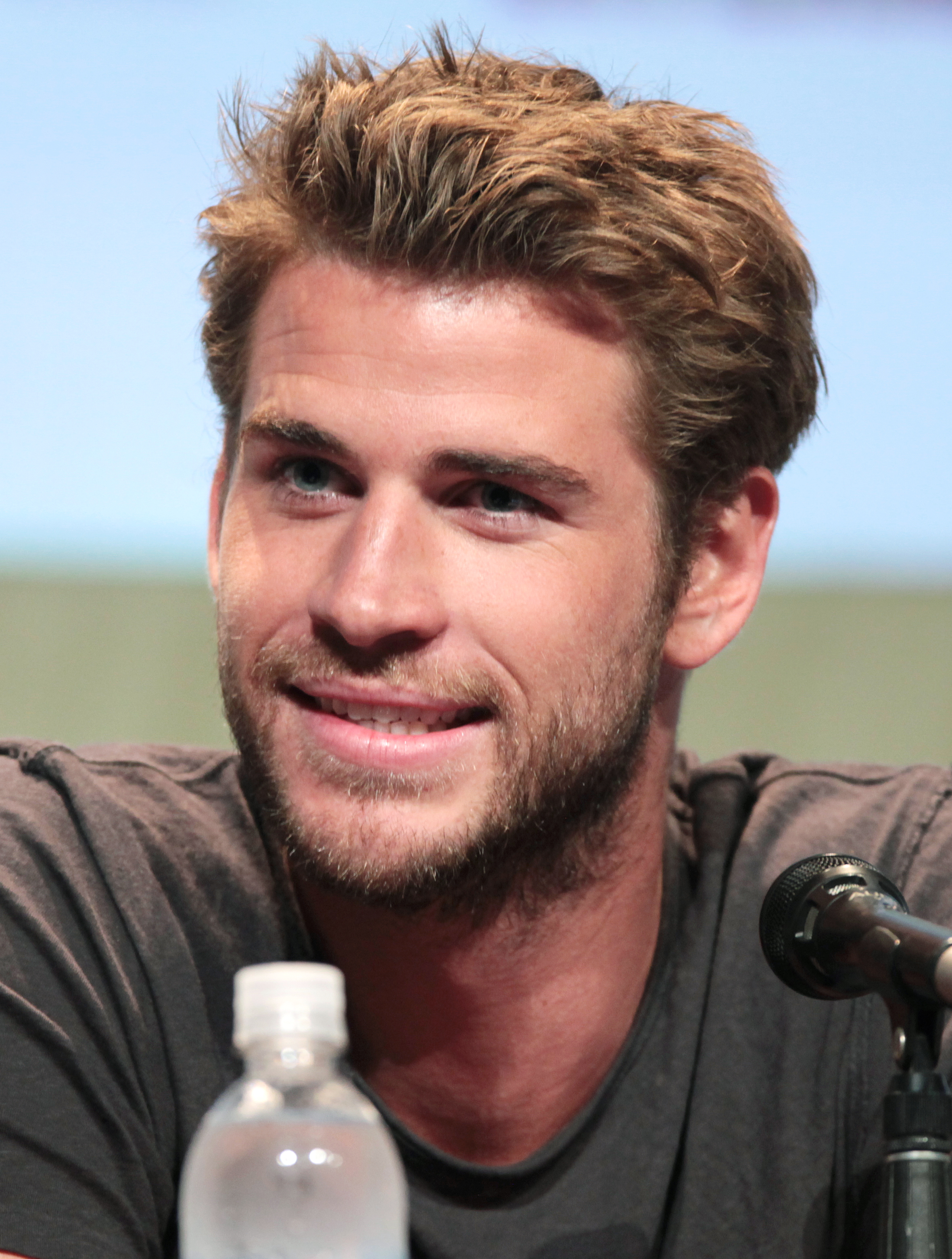
Liam Hemsworth al SDCC 2015.

### Cinema
- Segnali dal futuro (Knowing), regia di Alex Proyas (2009)
- Triangle, regia di Christopher Smith (2009)
- The Last Song, regia di Julia Anne Robinson (2010)
- Hunger Games (The Hunger Games), regia di Gary Ross (2012)
- I mercenari 2 (The Expendables 2), regia di Simon West (2012)
- Love and Honor, regia di Danny Mooney (2013)
- Hunger Games - La ragazza di fuoco (The Hunger Games: Catching Fire), regia di Francis Lawrence (2013)
- Il potere dei soldi (Paranoia), regia di Robert Luketic (2013)
- Empire State, regia di Dito Montiel (2013)
- Hunger Games - Il canto della rivolta - Parte 1 (The Hunger Games: Mockingjay - Part 1), regia di Francis Lawrence (2014)
- Cut Bank - Crimine chiama crimine (Cut Bank), regia di Matt Shakman (2014)
- Hunger Games - Il canto della rivolta - Parte 2 (The Hunger Games: Mockingjay - Part 2), regia di Francis Lawrence (2015)
- The Dressmaker - Il diavolo è tornato (The Dressmaker), regia di Jocelyn Moorhouse (2015)
- Independence Day - Rigenerazione (Independence Day: Resurgence), regia di Roland Emmerich (2016)
- Il duello - By Way of Helena (The Duel), regia di Kieran Darcy-Smith (2016)
- Non è romantico? (Isn't It Romantic), regia di Todd Strauss-Schulson (2019)
- Killerman, regia di Malik Bader (2019)
- Arkansas, regia di Clark Duke (2020)
- Poker Face, regia di Russell Crowe (2022)
- Land of Bad, regia di William Eubank (2024)
- Lonely Planet, regia di Susannah Grant (2024)

### Televisione
- Home and Away – soap opera (2007)
- Le sorelle McLeod (McLeod's Daughters) – serie TV, 1 episodio (2007)
- Neighbours – soap opera, 25 episodi (2007-2008)
- Satisfaction – serie TV, 3 episodi (2009)
- Elephant Princess – serie TV, 26 episodi (2008-2009)
- I Muppet (The Muppets) – serie TV, 1 episodio (2015)
- Most Dangerous Game - serie TV, 15 episodi (2020)
- The Witcher (2025- in corso)

## Riconoscimenti
- Kids' Choice Awards
  - 2015 – Attore d'azione preferito per Hunger Games - Il canto della rivolta - Parte 1[8]

- Nickelodeon Australian Kids' Choice Awards
  - 2010 – Miglior bacio per The Last Song

- Teen Choice Awards
  - 2010 – Miglior sorpresa maschile per The Last Song
  - 2015 – Candidatura al miglior attore in un film sci-fi/fantasy per Hunger Games: Il canto della rivolta - Parte 1[9]
  - 2015 – Candidatura al miglior bacio in un film (con Jennifer Lawrence) per Hunger Games: Il canto della rivolta - Parte 1
  - 2019 – Candidatura al miglior attore in un film commedia per Non è romantico?

- E! People's Choice Awards
  - 2013 – Alchimia preferita in un film (con Jennifer Lawrence) per Hunger Games
  - 2017 – Candidatura all'attore preferito in un film d'azione
  - 2019 – Candidatura alla star in un film commedia per Non è romantico?

- Young Hollywood Awards
  - 2010 – Breakthrough of the Year per The Last Song

## Doppiatori italiani
Nelle versioni in italiano dei suoi film, Hemsworth è stato doppiato da:
- Andrea Mete in The Last Song, I mercenari 2, Il potere dei soldi, Empire State, Independence Day - Rigenerazione, Non è romantico?, Arkansas, Land of Bad
- Flavio Aquilone in Hunger Games, Hunger Games - La ragazza di fuoco, Hunger Games - Il canto della rivolta - Parte 1, Hunger Games: Il canto della rivolta - Parte 2, I Muppet
- Daniele Raffaeli in Cut Bank - Crimine chiama crimine, Il duello - By Wy of Helena
- Stefano Crescentini in The Dressmaker - Il diavolo è tornato, Lonely Planet
- Francesco Pezzulli in Love and Honor
- Gianfranco Miranda in Most Dangerous Game